# Dzięciolniki
Dzięciolniki (Picumninae) – monotypowa podrodzina ptaków z rodziny dzięciołowatych (Picidae).

## Zasięg występowania
Podrodzina obejmuje gatunki występujące w Ameryce Południowej i Centralnej oraz Azji.

## Morfologia
Długość ciała 7,5–11 cm; masa ciała 6,8–21 g.

## Systematyka

### Etymologia
- Picumnus: nowołac. picumnus „dzięciołek”, od fr. Picumne „dzięciolnik, dzięciołek”, od Picumnus, w mitologii rzymskiej personifikacja dzięcioła[10].
- Asthenurus: gr. ασθενης asthenēs „słaby”, od negatywnego przedrostka α- a-; σθενος sthenos „siła”; ουρα oura „ogon”[11]. Gatunek typowy: Picus exilis M.H.C. Lichtenstein, 1823.
- Piculus: łac. picus „dzięcioł”; przyrostek zdrabniający -ulus[12]. Gatunek typowy: Picus minutissimus Pallas, 1782.
- Vivia: nepalska nazwa Wiwi dla dzięciolnika himalajskiego[13]. Gatunek typowy: Vivia nepalensis Hodgson, 1837 (= Picumnus innominatus E. Burton, 1836).
- Craugiscus: gr. κραυγος kraugos „dzięcioł”; przyrostek zdrabniający -ισκος -iskos[14]. Gatunek typowy: Picumnus cinnamomeus Wagler, 1829.
- Pipiscus: gr. πιπω pipō „dzięcioł” (w mitologii greckiej Pipo (gr. Πιπω Pipō) była jedną z Pieryd, która nie pokonując Muz w konkursie śpiewu, została zmieniona w dzięcioła – metamorfoza jest wspólnym losem każdego, kto odważył się rzucić wyzwanie Muzom); przyrostek zdrabniający -ισκος -iskos[15]. Nowa nazwa dla Vivia Hodgson, 1837 ze względu na puryzm.

### Podział systematyczny
Do podrodziny należy jeden rodzaj Picumnus z następującymi gatunkami:

- Picumnus innominatus E. Burton, 1836 – dzięciolnik himalajski
- Picumnus limae E. Snethlage, 1924 – dzięciolnik czerwonoczelny
- Picumnus nebulosus Sundevall, 1866 – dzięciolnik czerwonoczapkowy
- Picumnus varzeae E. Snethlage, 1912 – dzięciolnik ciemny
- Picumnus pygmaeus (M.H.C. Lichtenstein, 1823) – dzięciolnik plamkowany
- Picumnus spilogaster Sundevall, 1866 – dzięciolnik białobrzuchy
- Picumnus minutissimus (Pallas, 1782) – dzięciolnik gujański
- Picumnus temminckii Lafresnaye, 1845 – dzięciolnik płowokarkowy
- Picumnus steindachneri Taczanowski, 1882 – dzięciolnik Taczanowskiego
- Picumnus cirratus Temminck, 1825 – dzięciolnik zebrowany
- Picumnus dorbignyanus Lafresnaye, 1845 – dzięciolnik płowy
- Picumnus albosquamatus d’Orbigny, 1841 – dzięciolnik perłoszyi
- Picumnus castelnau Malherbe, 1862 – dzięciolnik andyjski
- Picumnus subtilis Stager, 1968 – dzięciolnik marmurkowy
- Picumnus rufiventris (Bonaparte, 1838) – dzięciolnik rdzawoszyi
- Picumnus squamulatus Lafresnaye, 1854 – dzięciolnik łuskowany
- Picumnus exilis (M.H.C. Lichtenstein, 1823) – dzięciolnik prążkowany
- Picumnus pumilus Cabanis & F. Heine Sr., 1863 – dzięciolnik skromny
- Picumnus olivaceus Lafresnaye, 1845 – dzięciolnik oliwkowy
- Picumnus granadensis Lafresnaye, 1847 – dzięciolnik szary
- Picumnus sclateri Taczanowski, 1877 – dzięciolnik blady
- Picumnus fuscus von Pelzeln, 1870 – dzięciolnik obrożny
- Picumnus aurifrons von Pelzeln, 1870 – dzięciolnik złotoczelny
- Picumnus lafresnayi Malherbe, 1862 – dzięciolnik zmienny
- Picumnus cinnamomeus Wagler, 1829 – dzięciolnik kasztanowaty